# Greatest Hits III (Queen-Album)
Greatest Hits III ist das 1999 erschienene, fünfte Kompilationsalbum der britischen Rockband Queen. Es enthält großteils Lieder von Queen, aber auch Solo-Projekte der Gruppenmitglieder. Neben originalen Studioaufnahmen finden sich Remixe sowie Live-Mitschnitte aus jenen beiden Konzerten nach Freddie Mercurys Tod, in denen das verbliebene Trio mit Gastsängern aufgetreten war. Veröffentlicht wurde das Album unter der Bezeichnung Queen+, wobei sich das an den Bandnamen angehängte „Plus“ sowohl auf die Gastinterpreten als auch auf die Solo-Singles beziehen lässt.

## Das Album
Einige Titel sind hier erstmals auf einem Album vertreten. Bis dahin nur auf Video erhältlich war Queens Live-Interpretation von The Show Must Go On mit Elton John als Leadsänger anlässlich der Premiere von Maurice Béjarts Ballett Le Presbytère n’a rien perdu de son charme, ni le jardin de son éclat in Paris. Queen-Bassist John Deacon trat im Rahmen dieser Performance am 17. Januar 1997 im Théâtre national de Chaillot zum letzten Mal live auf.
Der Mitschnitt von Somebody to Love stammt von Queens und George Michaels gemeinsamem Auftritt beim Freddie Mercury Tribute Concert am 20. April 1992 im Londoner Wembley-Stadion. Ihre im darauf folgenden Jahr erschienene EP Five Live (mit Somebody to Love als erstem Track) erreichte in den britischen Singlecharts Platz eins.
Von Under Pressure, Queens Hit-Single mit David Bowie aus dem Jahr 1981, fertigten Brian May und Roger Taylor exklusiv für Greatest Hits III den sogenannten „Rah Mix“ an; entstanden ist dieser Remix unter Mitwirkung von Queens Toningenieuren Joshua J. Macrae und Justin Shirley-Smith. Das Ende 1984 als Single veröffentlichte Weihnachtslied Thank God It’s Christmas war (abgesehen von der im folgenden Jahr veröffentlichten LP-Box The Complete Works) ebenfalls erstmals auf einem Queen-Album zu hören.
Greatest Hits III enthält irrtümlich eine falsche Fassung von Freddie Mercurys Living on My Own. Versehentlich nicht berücksichtigt wurde jener Remix der „No More Brothers“, welcher 1993 Platz eins in den britischen Single-Charts erreichte und sich insgesamt mehr als zwei Millionen Mal verkaufte. Dieser Remix seines ursprünglich 1985 auf dem Album Mr. Bad Guy veröffentlichten Titels Living on My Own ist Mercurys mit Abstand größter Solo-Hit. Entgegen anders lautenden Angaben im Booklet enthält Greatest Hits III statt der Version der „No More Brothers“ den im Jahr 1992 auf der Kompilation The Freddie Mercury Album erschienenen Remix von Julian Raymond.
Verglichen mit den ersten zwei „Greatest-Hits“-Kompilationen, die zu den weltweit meistverkauften Alben der Band zählen, war der kommerzielle Erfolg von Greatest Hits III geringer. Die höchsten Chartplatzierungen erzielte das Album mit Platz zwei in Italien und Österreich. Platin-Status erreichte es in Großbritannien, Gold-Status jeweils in Deutschland, Österreich und der Schweiz.
Erst einen Monat nach dem Album erschien am 6. Dezember 1999 die Single-Veröffentlichung des „Rah Mixes“ von Under Pressure. Sie kam in den britischen Charts auf Rang 14. Eine der beiden CD-Ausgaben enthält neben dem „Rah Mix (Radio Edit)“ zwei weitere neue Remixe des Songs – den „Mike Spencer Mix“ und den „Knebworth Mix“ – sowie zusätzlich eine „Enhanced“-Video-Section.
Das Design des Album-Covers stammt von Peacock, Queen und Richard Gray; Queens Emblem gestaltete Angela Lumley. Die Liner Notes schrieben Andy Davis und Phil Symes.
In gleicher Aufmachung wurde Ende 1999 die von Rudi Dolezal und Hannes Rossacher (DoRo) kompilierte VHS-Video-Sammlung Greatest Flix III veröffentlicht. Sie beinhaltet Videoclips zu sämtlichen Liedern des Albums mit Ausnahme von Another One Bites the Dust.
Im Jahr 2000 erschienen die drei Hits-Kompilationen Greatest Hits (1981), Greatest Hits II (1991) sowie Greatest Hits III als gemeinsames Boxset mit dem Titel „The Platinum Collection“. Dieses erhielt dreifaches Platin in Großbritannien, Platin in den USA sowie Gold-Auszeichnungen in Deutschland und der Schweiz. 2011 wurden das Box-Set und separat die drei einzelnen Alben daraus als digital remastered Version veröffentlicht.

## Titelliste
1. Queen + Elton John: The Show Must Go On [Live 1997] (Queen) – 4:35
2. Queen + David Bowie: Under Pressure (Rah Mix) [Remix von Queen, 1999; Orig. 1981] (Queen/Bowie) – 4:08
3. Freddie Mercury + Montserrat Caballé: Barcelona [1987] (Mercury/Moran) – 4:25 (Single-Version)
4. Queen: Too Much Love Will Kill You [1995] (May/Musker/Lamers) – 4:18
5. Queen + George Michael: Somebody to Love [Live 1992] (Mercury) – 5:07
6. Queen: You Don’t Fool Me [1995] (Queen) – 5:22
7. Queen: Heaven for Everyone [1995] (Taylor) – 4:37 (Single-Version)
8. Queen: Las Palabras de Amor (The Words of Love) [1982] (May) – 4:29
9. Brian May: Driven by You [1991] (May) – 4:09
10. Freddie Mercury: Living on My Own [Remix von Julian Raymond, 1992; Orig. 1985] (Mercury) – 3:37
11. Queen: Let Me Live [1995] (Queen) – 4:45
12. Freddie Mercury: The Great Pretender [1987] (Buck Ram) – 3:26
13. Queen: Princes of the Universe [1986] (Mercury) – 3:31
14. Queen + Wyclef Jean: Another One Bites the Dust [Remix von Wyclef Jean,[12] 1998; Orig. 1980] (Deacon) – 4:20
15. Queen: No-One But You (Only the Good Die Young) [1997] (May) – 4:11
16. Queen: These Are the Days of Our Lives [1991] (Queen) – 4:22

‚Bonustrack‘:
1. Queen: Thank God It’s Christmas [1984] (Taylor/May) – 4:19

Die japanische Ausgabe enthält als 17. Titel das Queen-Lied I Was Born to Love You (eine nur in Japan veröffentlichte Singleauskoppelung aus dem Album Made in Heaven). In Israel erschien das Album ohne Bonustrack.

## Details zu den Stücken
Die folgende Tabelle beinhaltet in chronologischer Reihenfolge die höchsten Platzierungen der einzelnen Singles in den britischen Charts. Die Ergebnisse der UK Top 40 spielten auch bei der Liedauswahl für Queens erste beiden Greatest-Hits-Compilations eine wesentliche Rolle.
| Jahr (Single) | Interpret         | Songtitel                                      | UK Top 40 | Aus dem Album                               |
| ------------- | ----------------- | ---------------------------------------------- | --------- | ------------------------------------------- |
| 1982          | Queen             | Las Palabras de Amor (The Words of Love)       | 17        | Hot Space                                   |
| 1984          | Queen             | Thank God It’s Christmas                       | 21        | Single                                      |
| 1986          | Queen             | Princes of the Universe                        | n.v.      | A Kind of Magic                             |
| 1987 / 1993   | Mercury           | The Great Pretender                            | 4 / 29    | Single                                      |
| 1987 / 1992   | Mercury & Caballé | Barcelona                                      | 8 / 2     | Barcelona (1988)                            |
| 1991          | May               | Driven by You                                  | 6         | Back to the Light (1992)                    |
| 1991          | Queen             | These Are the Days of Our Lives                | 1         | Innuendo                                    |
| 1993          | Michael & Queen   | Somebody to Love (Live ’92)                    | 1         | EP Five Live                                |
| (1993)        | Mercury           | Living on My Own (No More Brothers Remix)      | (1)       | Single (Orig.: Mr. Bad Guy)                 |
| 1995          | Queen             | Heaven for Everyone                            | 2         | Made in Heaven                              |
| 1996          | Queen             | Too Much Love Will Kill You                    | 15        | Made in Heaven                              |
| 1996          | Queen             | Let Me Live                                    | 9         | Made in Heaven                              |
| 1996          | Queen             | You Don’t Fool Me                              | 17        | Made in Heaven                              |
| –             | Queen & E. John   | The Show Must Go On (Live ’97)                 | –         | –                                           |
| 1998          | Queen             | No-One But You (Only the Good Die Young)       | 13        | Queen Rocks                                 |
| 1998          | Queen & W. Jean   | Another One Bites the Dust (Wyclef Jean Remix) | 5         | Soundtrack Small Soldiers (Orig.: The Game) |
| 1999          | Queen & Bowie     | Under Pressure (‚Rah Mix‘)                     | 14        | Greatest Hits III (Orig.: Hot Space)        |

Princes of the Universe erschien nur in einigen nicht-europäischen Ländern als Single. Dieses Lied ist auch bekannt als Eröffnungslied des Films Highlander. In der Titelauswahl für Greatest Hits III nicht berücksichtigt wurden u. a. die Queen-Single A Winter’s Tale, die 1995 in den britischen Charts auf Rang 6 kam, sowie Brian Mays Solo-Fassung von Too Much Love Will Kill You, die 1992 Platz 5 erreichte.

## Kritiken in den Medien
Album Greatest Hits III
Chester Chronicle (Großbritannien), 1999: „It is eight years since the release of Queen’s previous Hits II, and eight years since Freddie Mercury’s death, yet still this new, and inevitably final, collection of 17 tracks is able to justify the ‘hits’ title – all, with the exception of the new The Show Must Go On, have continued Queen’s unbroken run in the charts, four of them reaching number one.“
Classic Rock (Großbritannien), 2000: „[…] perhaps the most remarkable thing about ‘Greatest Hits III’ is that 15 of its 16 tracks were, in fact, hits. Four of them […] actually went to Number One. That said, padded out as it is by second-division material like Freddie’s embarrassingly cod versions of ‘Barcelona’ and ‘The Great Pretender’ [...], this is hardly the most prolific period of Queen we’re talking about. Nevertheless, there are some gems. The reworked ‘Another One Bites The Dust’ with Wyclef Jean of the Fugees is ace, demonstrating once again just how far the band could stretch their sound. And the live version of ‘The Show Must Go On’ with Elton John on vocals is even more poignant than Freddie’s original. If you can imagine such a thing.“
All Music Guide (USA), von Stephen Thomas Erlewine: „But Greatest Hits, Vol. 3 isn’t a hits collection, it’s a hodgepodge of rarities. The only real hit here is George Michael’s live duet with Queen on ‘Somebody to Love.’ The rest are remixes, solo cuts, and tracks completed after Freddie Mercury’s death. It’s nice to get some of these items on one disc, but such a collection could barely be called ‘hits.’ It wouldn’t be a problem if it was billed as such, but it’s a sporadic collection of loose ends, a few of which are pretty good, most of which are unnecessary. If casual fans are expecting a true Greatest Hits, Vol. 3, they will be sorely disappointed.“
Single Under Pressure (Rah Mix)
NME (Großbritannien), 1999, von Johnny Cigarettes: „[…] yet another remixed, reissued, re-promoted, revamped version of an old single, now with enhanced CD-ROM. I looked for the special offer to buy Queen’s own grandmothers on the B-side, but it was strangely absent. Maybe next Christmas, eh?“

## Chartplatzierungen und Verkaufszahlen
Greatest Hits III erreichte folgende Platzierungen in den Charts beziehungsweise Verkaufsauszeichnungen:
|                                          | AT     | CH     | DE   | UK     | US |
| ---------------------------------------- | ------ | ------ | ---- | ------ | -- |
| Höchste Platzierungen (Wochen in Charts) | 2 (15) | 4 (14) | 5    | 5 (12) | –  |
| Auszeichnungen                           | Gold   | Gold   | Gold | Platin | –  |